# Òxid de coure(I)
L'òxid de coure(I), de fórmula Cu₂O, és un tipus d'òxid de coure. És insoluble en aigua i solvents orgànics. L'òxid de coure(I) es dissol en una solució d'amoníac concentrat per formar el complex incolor [Cu(NH₃)₂]+, que s'oxida fàcilment en l'aire al complex blau [Cu(NH₃)₄(H₂O)₂]2+. Es dissol en àcid clorhídric per formar HCuCl₂ (un complex de CuCl), en canvi dissolt amb àcid sulfúric i àcid nítric produeix sulfat de coure(II) i nitrat de coure(II), respectivament.
L'òxid de coure(I) es presenta com el mineral cuprita en alguns roques de color vermell. Quan s'exposa a l'oxigen, el coure s'oxida de manera natural a òxid de coure(I), malgrat que ho fa d'una forma molt lenta. En el laboratori, el procés es pot escurçar usant alta temperatura o una alta pressió d'oxigen. Amb escalfament, l'òxid de coure(I) formarà l'òxid de coure(II).
La formació de l'òxid de coure(I) és la base del test de Fehling i de la Reacció de Benedict pa la reducció de glúcids que redueixen en solució alcalina una sal de coure(II), donant un precipitat de Cu₂O.
L'òxid de coure(I) es forma en peces de coure xapades amb plata exposades a la humitat quan la capa de plata és porosa o està danyada, aquest tipus de corrosió rep el nom plaga roja (corrosió).

## Aplicacions generals
L'òxid de coure(I) es fa servir normalment com pigment, fungicida, i agent antiincrustacions de pintures marines.

## Aplicacions com semiconductor
L'òxid de coure(I) va ser el primer semiconductor conegut. Els díodes rectificadors basats en aquest tipus de coure es van fer servir a la indústria des de 1924, mans que el silici passés a ser l'estàndard.
L'òxid de coure(I) mostra sèries d'excitons amb amplades de ressonància química en el rang de neV (10-9 eV).